# Ступчаница
Ступчаница је ријека у источном дијелу Босне и Херцеговине, која настаје пред Пјеновцем у општини Хан Пијесак гдје Пиштица и Бјесница чине Ступчаницу која даље тече испод села Невачке и Жеравица према Олову.
Водотоци Ступчанице, њен изворишни дио са потоцима Пиштица, Кривача, Бјесница, Варошница, Селински поток и други поточићи припадају сливу Криваје, која од Олова иде ка Завидовићима и улива се у ријеку Босну. Воде Ступчанице су највишег квалитета, погодне су за риболов и спортско-риболовни туризам. Ове воде су сврстане у салмонидне воде високог квалитета. 

## Галерија
- Ступчаница село Жеравице
- Ријека Ступчаница